# Revista Ruda
Revista RUDA es un medio penquista que quiere generar identidad regional abarcando temáticas sobre moda, tendencias y arte.

## Historia

### Nombre
Su nombre nace por la planta Ruda y las connotaciones positivas que esta tiene. Es el espíritu que los fundadores quisieron impregnar, transmitiendo aires y energías nuevas.

### Inicios
Revista RUDA se creó ante la falta de difusión de industrias creativas de Concepción. Un grupo de jóvenes entre 25 y 30 años gestaron la idea de un medio impreso que abarcaran estas temáticas. Además de la revista análoga, la marca trabaja con un blog donde crea contenidos temporales, cubren eventos y trabaja con redes sociales para generar comunidad dentro de la web.
Nace con su primera edición digital en julio del 2014 e impresa en agosto del mismo año, bajo la idea que en Concepción se podían rescatar y retener muchos elementos culturales y artísticos, relacionados con el emprendimiento y la innovación.

### Desarrollo
Actualmente tienen 19 revistas publicadas. El primer volumen cuenta con 80 páginas y el último con 168. Trabajan en formato análogo, como un libro de colección, imprimiendo 4 ediciones anuales. Cada uno de los volúmenes entrega diseño, propuesta y arte en portada a través de contenido local relacionado con temáticas específicas de carácter contingente. Los últimos temas abarcados han sido multiculturalismo, diversidad y - en su última edición recientemente publicada - se trató el feminismo. El volumen dedicó sus reportajes, columnas y galería a la mujer, destacando el trabajo de la artista visual Lucía Haristoy en su portada.
La gestora y actual editora del medio es Catalina Cabrera Neira, Periodista y Licenciada en Comunicación Social de la Universidad del Desarrollo de Concepción, con Magíster en Comunicación Estratégica y Negocios y posgrado en Comunicación y Periodismo de Moda en la Universidad Pompeu Fabra de Barcelona, España.